# Markus Niemelä
Markus Niemelä (Rauma, 20 de Março de 1984) é um automobilista finlandês, atualmente disputando a Atlantic Championship Series na América do Norte. Foi campeão da Atlantic Series em 2008 após vencer a última etapa em Road Atlanta. Sua carreira no automobilismo tem sido errática pelo número de lesões que sofreu durante a mesma.

## Carreira

### Kart
Em 1998, Niemelä venceu o campeonato júnior de kart finlandês com o número máximo de pontos. Em 2001, uma lesão no braço esquerdo sofrida em um acidente de snowboard antes do início da temporada deixou-o de fora da disputa dos campeonatos europeu e mundial de Fórmula A. Niemelä venceu a única prova da qual participou no campeonato, guiando praticamente com uma mão só, contra alguns dos melhores kartistas finlandeses.
No ano seguinte, conquistou o título finlandês da Fórmula A, tendo também marcado a volta mais rápida em ao menos uma bateria de cada etapa do campeonato europeu. Com o resultado, Niemelä se classificou para a final da copa do mundo de kart, mas problemas técnicos causaram seu abandono nas provas pré-final e final. Em 2003, por causa de um acidente sofrido em uma corrida do campeonato europeu, Niemelä foi impossibilitado de guiar por três meses. Conseguiu retornar a tempo de competir no campeonato mundial, terminando na quinta colocação.

### Monopostos

#### 2004
Niemelä conquistou os títulos sueco e finlandês do campeonato de Fórmula Ford STCC. Também liderou o campeonato escandinavo, o qual terminou na segunda colocação por não ter participado da última prova. Foi nominado como "Jovem Campeão" pela emissora de televisão ASN (Action Sports Network). Fez testes para a Fórmula BMW, sendo o mais rápido em vários treinos extra-oficiais.

#### 2005
Terminou o campeonato em sétimo lugar com uma vitória e uma pole position. Sofreu 12 acidentes em 20 corridas. Também terminou em quinto lugar no campeonato britânico de inverno da Fórmula Renault, tendo sido o terceiro melhor piloto em treinos classificatórios. Sua primeira chance de guiar um Fórmula Renault ocorreu no treino livre para a primeira prova.

#### 2006
Competiu no campeonato britânico de Fórmula Renault, conquistando uma vitória, uma volta mais rápida e uma pole position. Terminou o campeonato na sétima colocação.

#### 2007
Competiu na Formula Renault Eurocup por seis provas, tendo como melhor resultado um segundo lugar em Hungaroring, enquanto na Fórmula Renault asiática obteve 2 vitórias e um segundo lugar em quatro provas. Assinou contrato com a equipe de GP2 BCN Competición, substituindo Sakon Yamamoto, que havia se transferido para a Fórmula 1 no meio da temporada. Foi forçado a abandonar sua primeira corrida, no circuito de Hungaroring, quando seu ombro esquerdo se deslocou depois de 11 voltas. A mesma lesão o deixou de fora da segunda corrida do fim-de-semana.

#### 2008
Competiu na Atlantic Championship Series, na América do Norte, pela equipe Brooks Associates. Venceu as duas últimas corridas e conquistou o título da temporada.

#### 2009
Ainda na Atlantic Championship Series, desta vez pela equipe Newman Wachs Racing, teve problemas nas cinco primeiras provas, não conseguindo chegar ao pódio. Mudou-se para a equipe Jensen MotorSport para o restante da temporada, mas ainda sem sucesso, terminou em sexto lugar.